# 印度航空171号班机空难

事故航班飛行軌跡及墜毀地點示意地圖

印度航空171號班機是一班由印度航空營運，从印度艾哈邁達巴德機場飛往英國倫敦蓋特威克機場的定期國際客運航班。執行該航班任務的印度航空波音787-8夢幻客機（註冊編號：VT-ANB）在當地時間2025年6月12日下午1時38分於艾哈邁達巴德機場23跑道起飛後約30秒坠毁於毗邻機場、人口稠密的梅加尼纳加尔（Meghani Nagar）住宅区内的拜拉姆吉·吉吉博伊醫學院宿舍大樓及餐廳。当时机上载有包括230名乘客及12名機組人員的242人，事件造成机上241人罹難、仅1名印度裔英国籍乘客奇蹟生還；地面上亦有19人遭波及罹難，並有多人受傷。
本次事故是波音787梦想客机自2011年投入商业运营以来的首起致命空难，涉事飞机也是全球第一架因航空事故彻底报废的波音787夢幻客机，同時是印度航空（不包括子公司印度航空快運）自1985年印度航空182號班機空難後40年來的首起致命事故，以及星空聯盟自1997年成立28年以來成員航空公司發生死亡人數最多的空難（不包括九一一襲擊事件）。
本次事故超越半年前發生的济州航空2216号班机空难成為2020年代最嚴重的空難，并成为21世紀以來死亡人數僅次於2014年馬來西亞航空17號班機的空難。

## 背景

### 涉事飞机
涉事飞机为一架机龄十一年的波音787-8客机，注册编号为 VT-ANB，序列号为36279，由两台通用电气GEnx-1B67发动机提供动力。这架飞机於波音埃弗雷特工厂制造，并于2014年1月28日交付给印度航空公司。
該飛機在6月12日執飛涉事航段前，於當天早上09時50分至11時40分期間曾經執飛由德里前往艾哈邁達巴德的AI423航班。當中有一位乘坐該前序航班的旅客阿卡什·瓦察（Akash Vatsa）表示，該航班由德里出發時，包括空調、個人娛樂系統、燈、服務呼叫按鈕在內的多項機艙設施已出現故障。

### 机组人员与乘客
機上共有242人，包括230名乘客與12名機組人員（含2名飛行員與10名空中服務員）。
涉事飛機機長為56歲的苏米特·萨巴瓦尔（Sumeet Sabharwal），擁有超過15,000小時的豐富飛行經驗，其中有8,500小時是在波音787上累積的，此前曾經駕駛過空中巴士A310和波音777；副駕駛是28歲的克莱夫·昆达尔（Clive Kundar）則擁有3,400小時飛行經驗，其中有1,100小時是在波音787上累積的，此前曾駕駛過空中巴士A320。
乘客包括216名成人、12名兒童及2名嬰兒，其中169名印度籍、53名英國籍、7名葡萄牙籍及1名加拿大籍旅客。當中，前任古吉拉特邦首席部長維賈伊·魯伯尼亦在機上。
另外，一位原定乘坐該失事客機的乘客布米·喬漢（Bhoomi Chauhan），由於前往機場的途中遇上交通擁擠，導致未能及時抵達航空公司報到櫃檯完成登機手續，因此被地勤人員拒絕登機，而未有登上涉事航班；此外，還有一位原先預訂了該失事客機機票的乘客薩夫吉拜·廷巴迪亞（Savjibhai Timbadia），因為決定更改機票日期，推遲了他的出行計畫4天而未有乘坐涉事航班。

## 事故經過
失事飛機於當地時間13時17分離開登机门，其後於當地時間13時38分（印度标准时间，UTC+5:30）自艾哈迈达巴德机场23跑道起飛，前往英國倫敦，並預定於英国夏令时间（UTC+1）18時25分抵達蓋特威克機場。
該失事飛機於跑道滑行起飛時，幾乎用盡了機場全長3.5公里的跑道，有別於平常的寬體客機，只需使用2.5至3公里的跑道滑行起飛。當飛機剛起飛後，副機長馬上向機場控制塔發出「Mayday」緊急求救呼叫：「Thrust not achieved... falling... Mayday! Mayday! Mayday!」（「推力不足…… 正在下墜…… 求救！求救！求救！」），唯控制塔其後向飛機發出呼叫並未得到任何回應，而飛機則於不足1分鐘內在梅加尼納加爾地區的拜拉姆吉·吉吉博伊医学院學生宿舍墜毀，根據ADS-B轉發器回傳的數據，飛機在失聯前最後回報的高度為625英尺（約191公尺）。
來自梅加尼納加爾地區的目擊者表示「聽見數次爆炸聲」，隨後可見濃煙從包括達爾普爾（Dharpur）在內的多處地點升起，部分報導指出飛機可能撞擊了機場的圍牆。
而由於墜機地點位於住宅區與學生宿舍內，因而造成周邊建築受損與地面人員傷亡。艾哈邁達巴德消防與緊急服務部門證實事故發生後，至少有7輛消防車與多輛救護車被立即派遣至現場，且各地區分隊均已投入救援行動。為便利搜救作業，通往事故現場及周邊地區的所有道路均已封鎖。此外，由於印航AI171是長途國際航班，且起飛時飛機已加滿燃油，因此進一步助長起火情況的嚴重程度。
根據航空例行天氣報告，当时天氣穩定，能見度良好。

## 遇难者和伤者

### 乘客及機組人員
坐在經濟艙首排11A座位的40歲印度裔英國籍商人维什瓦什·库马尔·拉梅什（Vishwash Kumar Ramesh）於空難發生時因其座位並沒有與建築物發生碰撞，且其後靠近他座位的機門脫落，而成為唯一一位奇蹟生還的乘客。
| 國籍   | 乘客 | 機組人員 | 死亡人數 | 生還人數 | 合計 |
| ------ | ---- | -------- | -------- | -------- | ---- |
| 印度   | 169  | 12       | 181      | 0        | 181  |
| 英国   | 53   | 0        | 52       | 1        | 53   |
| 葡萄牙 | 7    | 0        | 7        | 0        | 7    |
| 加拿大 | 1    | 0        | 1        | 0        | 1    |
| 合計   | 230  | 12       | 241      | 1        | 242  |

### 地面人员
客機於墜毀時，撞擊醫學院宿舍及食堂，造成19人死亡，多人受傷。死傷者主要為醫學院學生、醫生及其親屬、工人及附近民居的居民。

## 事故原因與調查進展
印度民航总局與印度航空均已啟動對此次空難的調查，技術小組已派遣至現場以釐清事故原因。
印度當局於6月13日搜索生還者時，在墜機現場的殘骸中找到機上其中一個飛行記錄器：飛行數據記錄器（FDR），並已送往解讀。而另一個飛行紀錄儀：駕駛艙語音記錄器（CVR）於6月15日找到。印度航空部長奈杜表示，將在三個月內公佈這次墜機事故的調查報告。

### 初步調查
2025年7月8日，印度航空事故调查局依國際民用航空組織規定，在30天內向印度民航总局和其他相关部门提交此次空难的初步调查报告。飛行資料記錄器（FDR）顯示起飛後不久，兩具引擎燃油控制開關就從RUN（運作）轉成CUTOFF（切斷）。駕駛艙語音記錄器（CVR）記錄到，一位飛行員詢問另一位爲何切斷燃油，另一位回說他沒有，而報告中沒有提及兩條對話分別由哪一位飛行員發出。
7月17日，华尔街日报发表独家报道，机长苏米特‧萨巴瓦尔关闭了两台发动机的燃油开关。

## 各方回應

### 印度政府
據報導，印度內政部長阿米特·沙阿已在事故發生後與古吉拉特邦首席部長布彭德拉·帕特爾（Bhupendra Patel）通話，帕特爾表示，他已指示各相關單位立即展開搜救與災後救助作業，並要求以「戰時狀態」的標準進行應對。

### 印度航空
印度航空董事長納塔拉詹·錢德拉塞卡蘭於X上發表聲明，確認171號班機涉及一宗「悲劇性事故」，並向所有受影響者表達「最深切的哀悼」。他表示，航空公司當前的重點是支援受害者及其家屬、協助應變團隊作業，並提供經查證的即時資訊。
印度航空已啟動緊急支援中心與支援小組，並將官方X账号将其头像及背景均换为纯黑色。
來往阿美達巴德和倫敦蓋特威克機場的航班編號自2025年6月17日起更改為AI159/160。

### 国际反应
英国首相基尔·斯塔默、国王查尔斯三世和卡米拉王后对此事表示悲伤和沮丧。英国外交部在印度和英国安排危机小组。
加拿大总理马克·卡尼对空难遇难者表示哀悼。在此次空难中有一名加拿大公民遇难。
葡萄牙总理路易斯·蒙特内格罗表示哀悼。
中共中央总书记兼中华人民共和国主席习近平向印度总统德拉帕迪·慕尔穆、总理纳伦德拉·莫迪和英国国王查尔斯三世致慰问电；中华人民共和国国务院总理李强向印度总理莫迪和英国首相基尔·斯塔默致慰问电。
中華民國外交部向印度台北協會表達哀悼，並由中華民國駐印度代表處向印度外交部致意慰問。

### 其他影響
艾哈邁達巴德機場在空難發生後全面暫停運作，但在事發當晚就開始恢復有限運作。
波音股價在事發後的期貨交易中下跌超過7%，公司方面表示正在与印度航空联繫並準備提供支援。